# Comete (Lapita)
Comete (in greco antico: Κομήτης?, Kométēs) è un personaggio della mitologia greca appartenente al popolo dei Lapiti. 

## Mitologia
Insieme a molti altri suoi compatrioti, Comete partecipò al banchetto matrimoniale di Piritoo, sovrano lapita, con Ippodamia, futura regina.
Nel corso della cerimonia, tuttavia, i Centauri, annebbiati dall'ebbrezza, si scagliarono sulla sposa, provocando un'enorme rissa che vide opposti i due popoli.
Comete fu accidentalmente ucciso dal fratello Carasso.